# Patriarchální farnosti ve Finsku
Patriarchální farnosti ve Finsku je kanonická správní struktura ruské pravoslavné církve na území Finska.

## Administrativní dělení
V soustavě patriarchálních farností ve Finsku se nachází dvě farnosti se šesti chrámy.
Správcem farností je patriarcha moskevský a celé Rusi v jehož jménu koná zástupce Úřadu moskevského patriarchátu pro zahraniční instituce.

## Historie
Část ruských pravoslavných ve Finsku nepřijala roku 1923 přechod na gregoriánský kalendář. Přechod z juliánského na gregoriánský kalendář byl ustanoven na Všepravoslavném kongresu. Centrem opozice vůči novému stylu byl Valaamský a Koněvský monastýr ale roku 1925 i přes odpor místních monachů a monašek zavedl arcibiskup Herman (Aav) nový styl také v těchto monastýrech. Přívrženci starého stylu se začali scházet k modlitbám v soukromých domech. Ve Vyborgu v jednom z domů monašky Koněvského monastýru, byla zřízena farnost Pokrova přesvaté Bohorodice. Brzy byla v Helsinkách zřízena farnost svatého Mikuláše Divotvorce, která byla uváděna jako filiálka Pokrovské farnosti. Teprve o 15 let později se farnost osamostatnila.
Ruské farnosti Pokrova a svatého Mikuláše se nacházeli pod jurisdikcí hierarchy ruské pravoslavné církve metropolity Jevlogije (Georgijevského) a v letech 1931-1945 byly s dalšími farnostmi spravované metropolitou Jevlogijem pod jurisdikcí Konstantinopolského patriarchátu.
V říjnu 1945 metropolita leningradský a novgorodský Grigorij (Čukov) znovu sjednotil obě farnosti s moskevským patriarchátem a v únoru 1946 byly přijaty pod jeho dočasnou správu. V letech 1953-1954 mu ve správě pomáhal biskup lužský Michail (Čub).
Dne 11. listopadu 1954 byl metropolita Grigorij uvolněn na vlastní žádost ze správy finských farností a farnosti byly převedeny pod přímou správu předsedy Odboru pro vnější církevní vztahy Moskevského patriarchátu metropolity krutického a kolomenského Nikolaje (Jaruševiče).
S cílem zlepšit církevní život farností ruské pravoslavné církve ve Finsku bylo roku 1958 zřízeno Finské blahočiní patriarchálních farností.
Dne 30. května 1972 bylo Svatým synodem rozhodnuto o svěření péče o farnosti metropolitu leningradskému a novgorodskému Nikodimu (Rotovi).
Během správy helsinské eparchie Johannesem (Rinnem) bylo metropolitou vyjádřeno přání aby obě farnosti byly převedeny pod jurisdikci Finské pravoslavné církve. Metropolita Nikodim (Rotov) namítal že farnosti ruské pravoslavné církve umožňují posilovat vztahy mezi církvemi.
Dne 19. července 1999 bylo rozhodnutím Svatého synodu zřízeno ve Finsku zastupitelstvo Moskevského patriarchátu, jehož úkoly zahrnují udržování kontaktů se strukturami Finské pravoslavné archiepiskopie Konstantinopolského patriarchátu, Evangelické luterské církve ve Finsku a také dalšími náboženskými a světskými institucemi.
Od roku 2004 vydává zastupitelství almanach Severnyj Blagověst.

## Seznam správců patriarchálních farností
- 1946–1953 Grigorij (Čukov)
- 1953–1954 Michail (Čub)
  - 1954–1960 Nikolaj (Jaruševič) dočasný správce
- 1972–1978 Nikodim (Rotov)
- 1978–1984 Kirill (Gunďajev)
  - 1985–1987 Filaret (Vachromejev) dočasný správce
- 1987–1990 Alexij (Ridiger)
  - od 1990 patriarcha moskevský Kirill dočasný správce

### Blagočinní
- 1938–1948 protojerej Grigorij Světlovskij
- 1958–1960 protojerej Michail Slavnitskij
- 1961–1962 protojerej Michail Zjornov
- 1962–1967 protojerej Jevgenij Ambarcumov
- 1968–1972 protojerej Igor Ranne
- 1975–1981 protojerej Pavel Krasnocvetov
- 1981–1990 protojerej Bogdan Sojko

### Představitelé Ruské pravoslavné církve ve Finsku
- od 1999 protojerej Viktor Ljutik